# علی دهقان (بازیگر)
 علی دهقان بازیگر فیلم اهل ایران بود.

## فیلم‌شناسی
1. زشت و زیبا (۱۳۷۷)
2. شمارش معکوس (۱۳۷۶)
3. خشم الهی (۱۳۵۸)
4. پرستوهای عاشق (۱۳۵۶)
5. جانی و تپل (۱۳۵۶)
6. حرمت رفیق (۱۳۵۶)
7. حلقه‌های ازدواج (۱۳۵۶)
8. خدا قوت (۱۳۵۶)
9. عشق و خشونت (۱۳۵۶)
10. فریاد زیر آب (۱۳۵۶)
11. همراهان (۱۳۵۶)
12. آتش جنوب (۱۳۵۵)
13. پیش‌کسوت (۱۳۵۵)
14. چلچراغ (۱۳۵۵)
15. مادر جونم عاشق شده (۱۳۵۵)
16. ماه عسل (۱۳۵۵)
17. راننده اجباری (۱۳۵۴)
18. رقیب (۱۳۵۴)
19. شرف (۱۳۵۴)
20. فاصله (۱۳۵۴)
21. قسم (۱۳۵۴)
22. کندو (۱۳۵۴)
23. ممل آمریکایی (۱۳۵۴)
24. آب توبه (۱۳۵۳)
25. آقا مهدی وارد می‌شود (۱۳۵۳)
26. تهمت (۱۳۵۳)
27. دختران بلا، مردان ناقلا (۱۳۵۳)
28. زیر پوست شب (۱۳۵۳)
29. شکست‌ناپذیر (۱۳۵۳)
30. کوثر (۱۳۵۳)
31. گل پری جون (۱۳۵۳)
32. ماشین مشتی ممدلی (۱۳۵۳)
33. مهدی فرنگی (۱۳۵۳)
34. ناجورها (۱۳۵۳)
35. آقای جاهل (۱۳۵۲)
36. تنگنا (۱۳۵۲)
37. تیغ آفتاب (۱۳۵۲)
38. در آخرین لحظه (۱۳۵۲)
39. دشمن (۱۳۵۲)
40. سراب (۱۳۵۲)
41. کج کلاخان (۱۳۵۲)
42. مردها و نامردها (۱۳۵۲)
43. مصطفی لره (۱۳۵۲)
44. ناخدا (۱۳۵۲)
45. نفرین (۱۳۵۲)
46. پخمه (۱۳۵۱)
47. ستارخان (۱۳۵۱)
48. فرار از زندگی (۱۳۵۱)
49. قلندر (۱۳۵۱)
50. قمار زندگی (۱۳۵۱)
51. گذر اکبر (۱۳۵۱)
52. همیشه قهرمان (۱۳۵۱)
53. یک جو غیرت (۱۳۵۱)
54. خوشگل محله (۱۳۵۰)
55. میعادگاه خشم (۱۳۵۰)
56. من شوهر می‌خواهم (۱۳۴۷)